# Het Juvenalis Dilemma
Het Juvenalis Dilemma (originele titel: Digital Fortress) is de Nederlandse vertaling van het eerste boek van Dan Brown. Het verscheen in 1998. Het verhaal gaat over een elektronische encryptiemethode die door middel van veranderende tekenreeksen niet te kraken zou zijn.

## Inhoud van het boek
De Amerikaanse inlichtingendienst NSA heeft een supercomputer genaamd TRANSLTR met miljoenen parallel werkende processoren, die als doel heeft het kraken van in code verstuurde berichten over internet. Er is nog geen code op zijn pad gekomen waarmee de supercomputer langer dan drie uur bezig is geweest. Susan Fletcher, een cryptologe, wordt op haar vrije dag uit bed gebeld omdat er een noodgeval is op cryptologie, de afdeling van de National Security Agency waar zij werkt met TRANSLTR. Wanneer zij bij Crypto arriveert, komt ze erachter dat TRANSLTR al meer dan 15 uur bezig is met een code. Het blijkt dat er door een ex-medewerker van Crypto, de misvormde maar briljante Ensei Tankado, een onbreekbare code is gemaakt. Hij dreigt de broncode van deze encryptietechniek, welke Tankado Digitale Vesting heeft genoemd, op zijn website te publiceren als de NSA het bestaan van TRANSLTR niet wereldkundig maakt. Tankado zou met een partner samenwerken, genaamd North Dakota. Allebei dragen zij een sleutel bij zich waarmee de code ontcijferd kan worden. North Dakota was de zekerheidspolis van Tankado mocht de NSA op zoek gaan naar hem. In dat geval zou North Dakota de sleutel tot Digitale Vesting bekend kunnen maken. Tankado is echter vermoord en nu heeft Susans baas, commandant Strathmore, haar verloofde David Becker naar Spanje gestuurd om op zoek te gaan naar de sleutel van Tankado. David Becker is een hoogleraar vreemde talen, etymologie en linguïstiek. In opdracht van Strathmore gaat hij zoeken naar Tankado’s ring met inscriptie, waar vermoedelijk de sleutel op staat. Ondertussen wordt David gevolgd door een huurmoordenaar in dienst van de NSA, genaamd Hulohot, die ook uit is op de ring en dit leidt tot een grote speurtocht en achtervolging in de omgeving van Sevilla. Susan gaat op zoek naar het e-mailadres van North Dakota door middel van een spoorzoeker. Greg Hale, een vriendschappelijke rivaal van Susan en hopeloze Casanova, steekt daar een stokje voor en saboteert het werk van Susan. Hij wil weten wat er aan de hand is.
Ondertussen komt Chartrukian, beveiligingsambtenaar, erachter dat er iets gaande is in Crypto en dat TRANSLTR veel te lang bezig is met een en dezelfde code. Voordat hij echter de mogelijkheid heeft om in te grijpen, wordt hij onverwachts vermoord. Hij wordt over een reling gegooid en zijn lichaam veroorzaakt een kortsluiting waardoor de stroom uitvalt in Crypto. Het koelsysteem van TRANSLTR valt ook uit, en de supercomputer begint oververhit te raken. Susan komt erachter dat Strathmore Digitale Vesting binnen heeft gelaten in TRANSLTR door het filtersysteem, dat virussen en dergelijke programma’s niet doorlaat tot de supercomputer, uit te schakelen. Strathmore hoopte Digitale Vesting te kunnen gebruiken om een blunder van een paar jaar terug recht te zetten. Susan denkt dat North Dakota eigenlijk Greg Hale is en wil dit nieuws brengen bij Strathmore. In de duisternis van Crypto begint een gevaarlijk kat-en-muisspelletje. Na enige worstelingen en bedreigingen pleegt Hale zelfmoord, althans dat lijkt zo. Strathmore heeft Hale en Chartrukian vermoord om hen zijn plannen niet te laten dwarsbomen. Vervolgens komen Susan en Strathmore er allebei achter dat Digitale Vesting nep is; het was niets anders dan een computerworm die zich voordeed als een gecodeerde boodschap. Tankado had gebluft. Wanneer Susan ontdekt wat Strathmores plan is en dat hij Chartrukian en Hale vermoord heeft, weigert ze mee te werken. Ze weet te ontkomen door een dienstlift te gebruiken op het moment dat TRANSLTR explodeert. Strathmore zelf wordt verzwolgen in de vuurzee.
Ondertussen in Sevilla weet David de ring te bemachtigen en aan zijn achtervolger te ontkomen, na een woeste achtervolging die menig leven gekost heeft. Uiteindelijk struikelt de moordenaar ongelukkig van een trap af en sterft. David staat op het punt terug naar huis te keren wanneer hij wordt benaderd door twee bewapenende mannen van de NSA die hem neerschieten.
Bij de NSA is een ware noodtoestand afgekondigd. Susan, de directeur van de NSA en vrijwel iedereen die werkzaam is bij de organisatie, zijn verzameld in een grote controlekamer. Men heeft uitgevonden dat de worm van Tankado als doel heeft de gehele databank van de NSA bloot te leggen voor de hele wereld, tenzij een numeriek wachtwoord ingevoerd wordt. Er wordt een verbinding gemaakt met twee agenten in Spanje die achter Tankado zijn aangegaan. Susan ziet dat zij David in hun busje hebben, die dood lijkt te zijn. Hij is echter enkel verdoofd en komt bij. Samen met Susan weet hij een code te ontrafelen uit fragmentjes van de broncode van Digitale Vesting. De code is het primaire verschil tussen elementen schuldig aan Hiroshima en Nagasaki. Na enig speurwerk en nadat men aandachtig de laatste momenten van Tankado heeft bekeken, komt men op het simpele antwoord: 3. Tankado steekt drie vingers in de lucht op het moment dat hij sterft. Het verschil tussen de twee bommen op Hiroshima en Nagasaki is dat er voor de twee bommen verschillende isotopen zijn gebruikt van hetzelfde element, namelijk uranium-235 en uranium-238.
De rode draad van het verhaal, waar de Nederlandse titel naar verwijst, stamt uit de satiren van Juvenalis en luidt:  quis custodiet ipsos custodes. In het boek wordt dit vertaald als wie bewaakt de bewakers (blz. 334) maar een concordantere vertaling (van het Latijn) is: wie zal de bewakers zelf bewaken?.

## De code
De code 16-39-44-16-39-101-84-20-5-60-16-16-117-117-85-60 achter in het boek is een verwijzing naar de hoofdstukken van het boek. De vervanging van de getallen door de eerste letter van het hoofdstuk met dat nummer geeft de tekst "erperdjlwteeoogt".
De ontcijfering van deze columnaire transpositieversleuteling geschiedt door de letters in een matrix van 4x4 uit te schrijven ...
| e | r | p | e |
| r | d | j | l |
| w | t | e | e |
| o | o | g | t |
| - | - | - | - |

... en deze vervolgens van boven naar beneden uit te lezen.
Dan staat er "Er wordt op je gelet".
De versleuteling wordt in het boek Caesarcodering genoemd, maar het heeft geen relatie tot het Caesarcijfer.
In de Engelstalige versie staat de code 128-10-93-85-10-128-98-112-6-6-25-126-39-1-68-78 voor de tekst "We are watching you".